# 小行星2174
小行星2174（2174 Asmodeus）是一颗绕太阳运转的小行星，为主小行星带小行星。该小行星于1975年10月8日发现。
該小行星以所羅門七十二柱魔神的阿斯摩太命名。

## 轨道参数
小行星2174的轨道半长轴为2.5393710 UA，离心率为0.269。